# إيتا الدب الأصغر
إيتا الدب الأصغر أو η الدب الأصغر هو نجم ذو لون أصفر مبيض يقع في كوكبة الدب الصغير القطبية الشمالية.
هذا نجم نسق أساسي من النوع F من التصنيف النجمي F5 V بقدر ظاهري +4.95، مما يجعله مرئيًا بشكل خافت للعين المجردة. بناءً على اختلاف المنظر السنوي الذي قدره 33.4 كما يرى من الأرض، فهو يقع على بعد 98 سنة ضوئية من الشمس . يقترب النجم من الشمس بسرعة شعاعية تبلغ −11 كم/ث، ويقطع السماء بحركة خاصة عالية نسبيًا تبلغ 0.271 ثانية قوسية في السنة.